# Češka na Pesmi Evrovizije
Češka je prvič nastopila na Pesmi Evrovizije leta 2007. Že leta 2005 je nameravala sodelovati na izboru, a je kasneje češka televizija od nastopa odstopila zaradi dveh drugih velikih projektov.
Leta 2006 se Češka ni udeležila Pesmi Evrovizije, ker bi kot nova udeleženka morala nastopiti najprej v polfinalu. 19. aprila 2006 je češka nacionalna televizija Česká televize objavila nastop na izboru leta 2007.
Svojega prvega predstavnika so Čehi izbirali v televizijskem šovu Eurosong 2007 s pomočjo glasovanja preko kratkih sporočil. Izbrana je bila priljubljena rockovska skupina Kabát s pesmijo Malá dama. Nastop ni bil uspešen, saj je Češka zasedla v polfinalu zadnje mesto in prejela le eno točko. Naslednje leto je predstavnica Tereza Kerndlová zasedla v polfinalu predzadnje mesto, leta 2009 pa je skupina Gipsy.cz prinesla Češki že drugo zadnje mesto na prireditvi. Leta 2015 se je Češka spet vrnila na Evrovizijo in zasedla 13. mesto v polfinalu. Leto kasneje pa 9. mesto v polfinalu in 25. mesto v finalu, kar je bilo nekaj izjemnega za Češko.
Leta 2020 je bil Pesem Evrovizije odpovedana.

## Češki predstavniki
| Leto | Glasbeniki                        | Pesem                | Finale             | Točke              | Polfinale          | Točke              |
| ---- | --------------------------------- | -------------------- | ------------------ | ------------------ | ------------------ | ------------------ |
| 2007 | Kabát                             | "Malá dáma"          | Brez finala        | Brez finala        | 28.                | 1                  |
| 2008 | Tereza Kerndlová                  | "Have Some Fun"      | Brez finala        | Brez finala        | 18.                | 9                  |
| 2009 | Gipsy.cz                          | "Aven Romale"        | Brez finala        | Brez finala        | 18.                | 0                  |
| 2015 | Marta Jandová & Václav Noid Bárta | "Hope Never Dies"    | Brez finala        | Brez finala        | 13.                | 33                 |
| 2016 | Gabriela Gunčíková                | "I Stand"            | 25.                | 41                 | 9.                 | 161                |
| 2017 | Martina Bárta                     | "My Turn"            | Brez finala        | Brez finala        | 13.                | 83                 |
| 2018 | Mikolas Josef                     | "Lie to Me"          | 6.                 | 281                | 3.                 | 232                |
| 2019 | Lake Malawi                       | "Friend of a Friend" | 11.                | 157                | 2.                 | 242                |
| 2020 | Benny Cristo                      | "Kemama"             | Festival odpovedan | Festival odpovedan | Festival odpovedan | Festival odpovedan |
| 2021 | Benny Cristo                      | "Omaga"              | Brez finala        | Brez finala        | 15.                | 23                 |
| 2022 | We Are Domi                       | "Lights Off"         | 22.                | 38                 | 4.                 | 227                |
| 2023 | Vesna                             | "My Sister's Crown"  | 10.                | 129                | 4.                 | 110                |
| 2024 | Aiko                              | "Pedestal"           | Brez finala        | Brez finala        | 11.                | 38                 |
| 2025 | Adonxs                            | »Kiss Kiss Goodbye«  | Brez finala        | Brez finala        | 12.                | 29                 |